# Cal Vall-llonga
Cal Vall-llonga és una masia situada al municipi de Guixers, a la comarca catalana del Solsonès.